# Howard Zinn
Howard Zinn (født 24. august 1922 i Brooklyn, New York, død 27. januar 2010 i Santa Monica i Californien) var en amerikansk historiker og politolog. Han havde siden 1960'erne været en markant forkæmper for borgerrettigheder og mod krig. Politisk var han inspireret af både marxisme, anarkisme, socialisme og socialdemokrati. Hans mest kendte bog er "A People's History of the United States".
I 1958 skrev han sin doktorafhandling om Fiorello H. LaGuardias karriere i Kongressen, men det var som politisk aktivist han skulle blive kendt. I 1963 blev han fyret fra Spelman College ved Atlanta University Center efter at have støttet et studenteroprør mod collegets filosofi om at uddanne "unge fruer". I 1964 begyndte han ved Boston University hvor han hurtigt blev aktiv i modstanden mod Vietnamkrigen. Zinn havde erfaring fra 2. verdenskrig og havde selv været med første gang napalm blev brugt, og vidste derfor af egen erfaring at det ikke kun dræber soldater, men også civile. Han har også sagt at denne erfaring har fået ham til at stille kraftige spørgsmålstegn ved andre tilfælde af bombning af civile, som i Dresden, Hiroshima og Nagasaki.
I 1968 besøgte han Hanoi og bidrog til at frigive de første tre amerikanske krigsfanger. Sammen med Daniel Ellsberg og Noam Chomsky bidrog han i 1971 til at offentliggøre hemmeligstemplede dokumenter om de diplomatiske relationer mellem USA og Vietnam siden 1945. Zinn har siden været en af de største amerikanske eksperter på Vietnamkrigen. I tråd med dette har han også kritiseret amerikanskledet krigsførelse i Jugoslavien, Afghanistan og Irak.
Zinn var mest kendt for "A People's History of the United States" som har solgt over en million eksemplarer i USA. I modsætning til traditionel amerikansk historieskrivning så Zinn her udviklingen fra de undertryktes side – fra Columbus og de første kolonialisters forsøgsvise udryddelse af urbefolkningen, via slavehandelen og de uværdige forhold amerikanske arbejdere har levet under til borgerrettigheder og krigsmodstand. I 2003 deltog blandt andre Danny Glover, Alice Walker, Kurt Vonnegut og Marisa Tomei ved en begivenhed i forbindelse med salget af eksemplar nummer en million.
Zinn har udgivet flere verbalplader, samt en plade sammen med bandet Resident Genius, og han har også skrevet skuespil. 